# Jacopo Marin
Jacopo Marin (* 24. März 1984 in Grado) ist ein italienischer Leichtathlet.
Bei den Halleneuropameisterschaften 2009 in Turin gewann Marin mit Matteo Galvan, Domenico Rao und Claudio Licciardello die Staffel die Goldmedaille über die 4 × 400 Meter.